# Big Guns (phim khiêu dâm)
Big Guns là một bộ phim khiêu dâm năm 1987, được sản xuất bởi phòng thu Laguna Pacific và phân phối bởi hãng Catalina Video.
Dàn diễn viên của bộ phim bao gồm Chad Douglas, Chris Gray, Jeff Boote, Jeff Quinn, John Davenport, John Rocklin, Kevin Wiles, Kevin Williams, Mike Henson và Mike Ryan.
Phần hai mang tựa "Big Guns 2" đã được thực hiện vào năm 1988 và được phát hành lại dưới dạng DVD với tên "Big Guns Phiên bản kỷ niệm 20 năm".

## Giải thưởng
- Giải X-Rated Critics Organization năm 1987 cho hạng mục Phim xuất sắc nhất.[2]
- Giải Grabby năm 2002 cho hạng mục Phim cổ điển hay nhất.[3][4]
- Giải GayVN năm 2005 cho hạng mục Phim đồng tính nam cổ điển hay nhất.[5]